# Cutelinho Futebol Clube
Maillots
Le Cutelinho Futebol Clube (en Créole cap-verdien : Kutelinhu) est un club cap-verdien de football basé à Mosteiros sur l'île de Fogo.
Cutelinho joue ses matchs à domicile au Stade Francisco José Rodrigues. Le club célèbre son 32e anniversaire le 8 octobre 2015.

## Palmarès
- Championnat de l'île de Fogo : (1)

Vainqueur en 2002/03
- Super-Coupe de Fogo : (1)

Vainqueur en 2005
- Tournoi d'Ouverture de l'île de Fogo: (1)

Vainqueur en 2002

## Bilan saison par saison

### Compétition nationale
|      | Groupe | Positions | Points | Journées | V | N | D | B.M. | B.P. | Diff. |
| 2003 | 1B     | 2         | 11 pts | 5        | 3 | 2 | 0 | 7    | 3    | +4    |

### Compétition régionale
|         | Groupe | Positions | Points | Journées | V  | N | D | B.M. | B.P. | Diff. |
| 2001-03 | 2      | 1         | -      | -        | -  | - | - | -    | -    | -     |
| 2013-14 | 2      | 2         | 36 pts | 18       | 11 | 3 | 4 | 41   | 22   | +19   |
| 2014-15 | 2      | 3         | 35 pts | 18       | 11 | 2 | 5 | 49   | 23   | +22   |

## Statistiques dans le championnat national
- Meilleur classement : Demi-finaliste
- Matchs jouées : 6
- Matchs gagnés : 3
- Buts inscrits : 7
- Points : 11